# بيل غيثر
بيل غيثر (بالإنجليزية: Bill Gaither)‏ هو مغني ومغن مؤلف ومنتج أسطوانات أمريكي، ولد في 28 مارس 1936 في الإسكندرية في الولايات المتحدة.

## وصلات خارجية
- الموقع الرسمي
- بيل غيثر على موقع IMDb (الإنجليزية)
- بيل غيثر على موقع روتن توميتوز (الإنجليزية)
- بيل غيثر على موقع ميوزك برينز (الإنجليزية)
- بيل غيثر على موقع ديسكوغز (الإنجليزية)
- بيل غيثر على موقع قاعدة بيانات الفيلم (الإنجليزية)